# Freiaplatz
Der Freiaplatz im Berliner Ortsteil Lichtenberg ist eine mit vielen alten Bäumen bestandene Grünanlage, die durch die Siegfriedstraße, Freiastraße, Wotanstraße und Rüdigerstraße begrenzt wird und seit etwa 1900 besteht.

## Geschichte

### 1900–1945
Der Platz ist rund 1,3 Hektar groß und war wegen der Brand- und Sicherheitsschutzbestimmungen bei der Wohnbebauung, die hier zwischen 1896 und 1930 erfolgte, freizuhalten. Auf Beschluss der Berliner Stadtverordnetenversammlung wurden bald aus diesen einfachen Freiflächen durch Bepflanzung vor allem mit Laubgehölzen wie Kastanien, Eichen, Linden, Ahorn und Buschwerk oder durch Einbindung von Denkmälern bzw. Springbrunnen Schmuckplätze. Die hier behandelte Freifläche wurde nun zu einem Viertel als Kinderspielplatz geplant und mittels Hecken und niedrigen eisernen Zäunen abgeteilt. Der Name des Platzes taucht erstmals 1910 auf, damals noch als Freyaplatz geschrieben.
Als Namensgeberin des Platzes diente die nordische Göttin Freya, womit sich der Name des Platzes in die umgebenden Straßennamen einfügt: Sie sind alle nach Figuren aus der Nibelungensage benannt, die dem Komponisten Richard Wagner als Vorlage für verschiedene Opern diente. Das gesamte Wohngebiet hieß bei den Anwohnern deshalb auch Wagnerviertel.
Am Ende des Zweiten Weltkriegs, im Laufe der Schlacht um Berlin, wurde durch die deutsche Wehrmacht am Freiaplatz eine Panzersperre errichtet, die das Vordringen der sowjetischen Einheiten aufhalten sollte, wie folgender Zeitzeugenbericht vom 24. April 1945 zeigt:

„[…] Um 10 Uhr vormittags wird das MPi-Feuer stärker. Vom Dach unseres Hauses sehen wir, von der Siegfriedstraße kommend, sowjetische MPi-Schützen. Aufrecht gehend arbeiten sie sich entlang der Häuser vor. Die Panzersperre am Freya umgehen sie. Mir wird ganz sonderbar vor Freude […]“

### 1945–1974

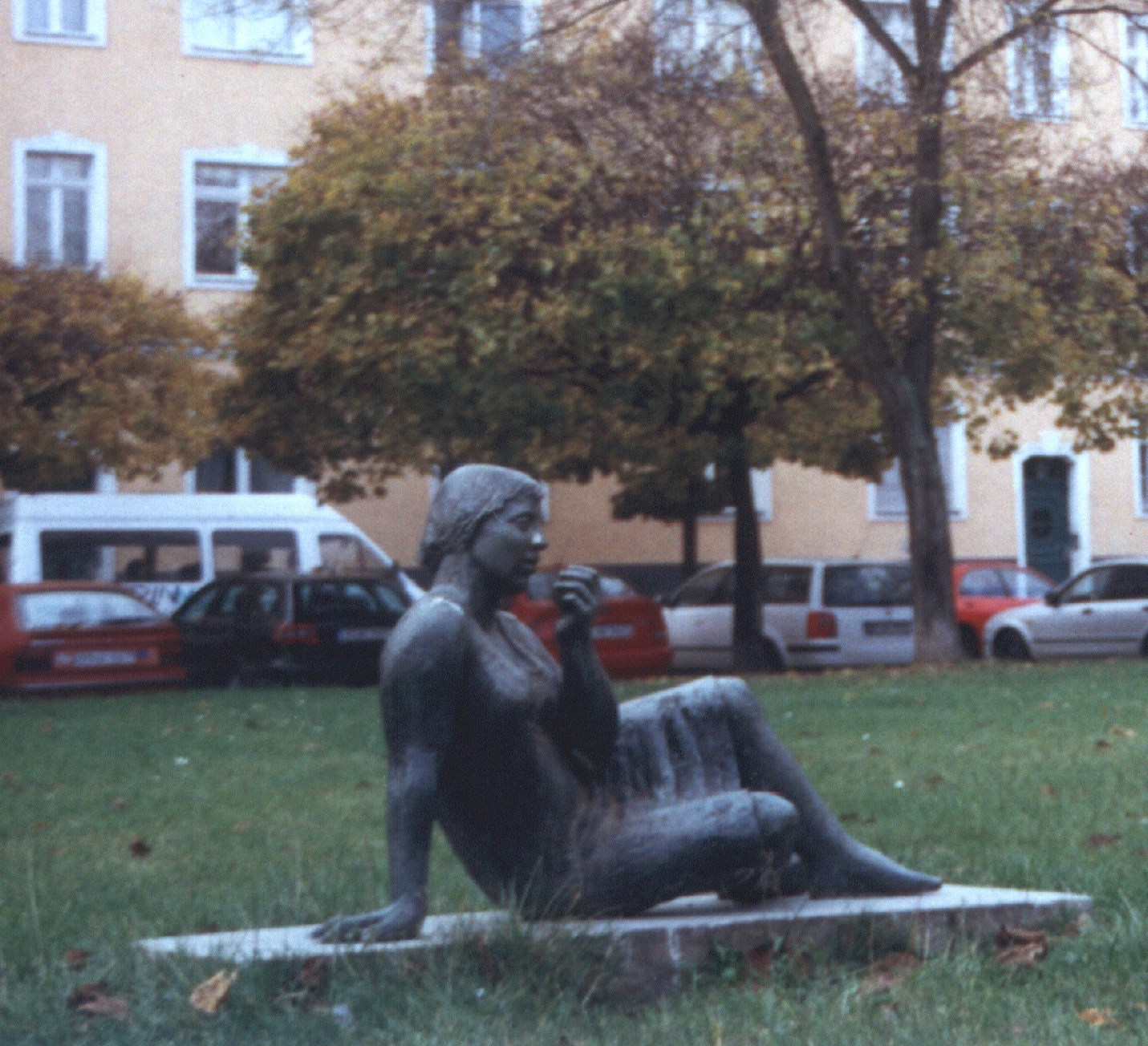
Liegende als Skulptur auf kleinem Betonsockel 2005 – seit dem Umbau 1975 nicht mehr auf dem Freiaplatz

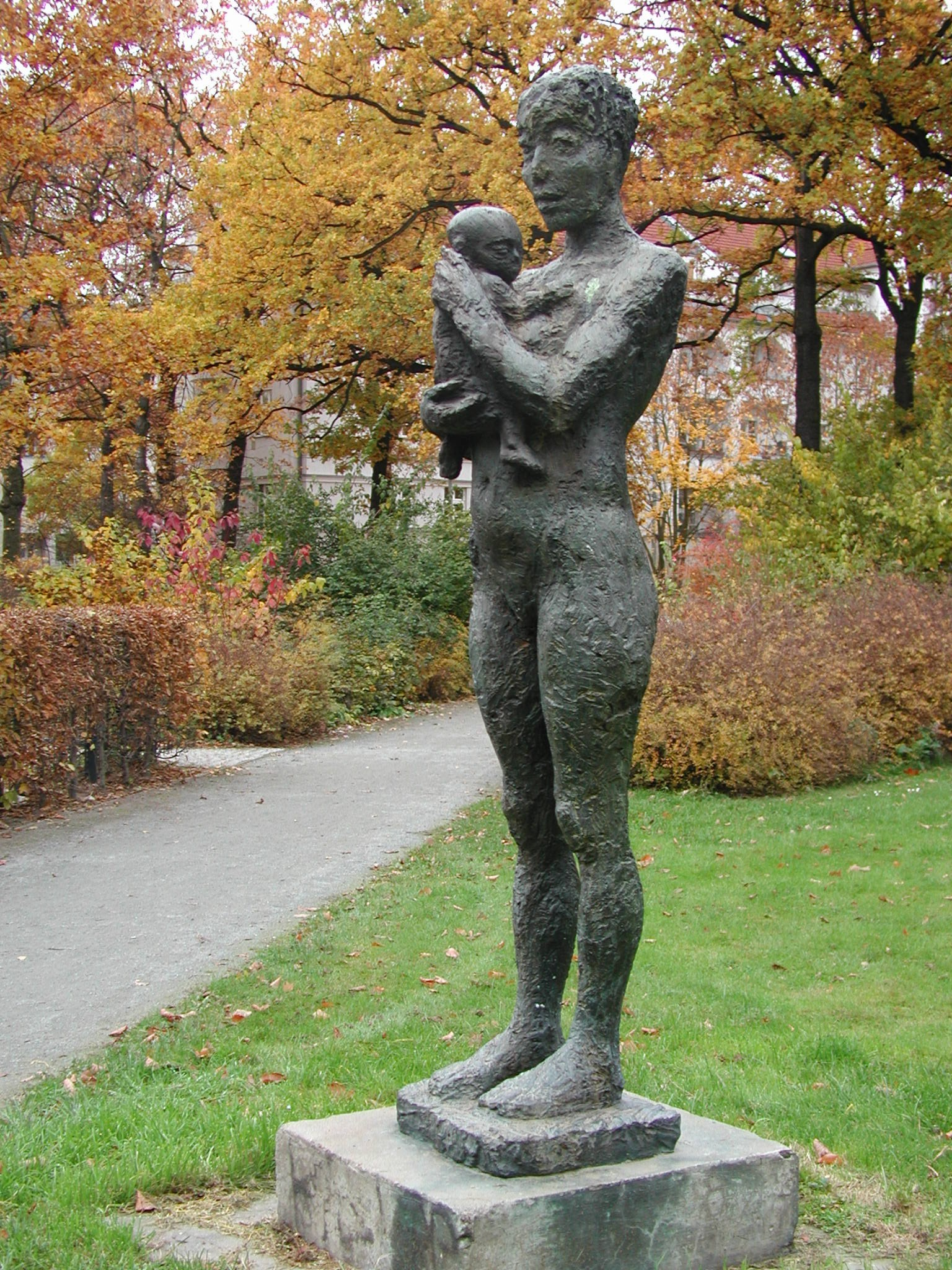
Bronzeskulptur Mutter mit Kind von Sabina Grzimek von 1984

Der Spielplatz enthielt Buddelkästen und zwei etwa fünf Meter hohe metallene Kletterstangen. Ein anderes Viertel des Parks war Treff der Rentner und Hausfrauen: um die Bäume herum standen hölzerne Bänke, teilweise gab es darüber auch Schilfdächer. Die verbleibende Hälfte des Platzes war ein Rechteck mit einer Rasenfläche und Blumenbeeten, der herumführende Schotterweg ebenfalls mit Sitzbänken zum Verweilen einladend. Auch ein paar kleinere stabile Kunstwerke wurden aufgestellt, wie die in dem Bild gezeigte Gussplastik, die nach 1975 auf der freien Rasenfläche vor der damaligen Josef-Orlopp-Schule an der Rüdigerstraße einen neuen Platz fand. (Für den Bau der Schule und einiger mehrgeschossiger Wohnzeilen wurde die Kleingartenanlage Roederaue beseitigt.) Die Liegende (auch Mädchen mit Apfel) von Christa Sammer wurde bei den Anfang der 2010er Jahre vorgenommenen Umbauarbeiten auch von dieser Rasenfläche (siehe Bild) entfernt. Danach erhielt sie einen Platz im Nibelungenpark.

### 1975–1994
In diesem Zeitraum wurden die Kinderspielplätze umgestaltet, vor allem die Kletterstangen wurden abgebaut. Zu den Sandkästen kamen Wippen und Schaukeln hinzu. Der Seniorentreff wurde ebenfalls verändert: Die Schilfdächer mussten entfernt werden, an den Ecken der Fläche stellte man Tische aus Beton und rundherum fest montierte steinerne Bänke und Hocker auf. Hier trafen sich nun an Sommerabenden Dominospieler, Skatspieler und Biertrinker. Der Weg zwischen Freia- und Rüdigerstraße wurde mit Gehwegplatten befestigt.
Schräg über die bisherige Rasen- und Blumenfläche wurde ein neuer Weg angelegt, an dem 1984 die Skulptur Mutter mit Kind aufgestellt wurde, 1976–1981 von der Bildhauerin Sabina Grzimek gestaltet und der Widerstandskämpferin Liselotte Herrmann gewidmet. Die Plastik wurde 2020 durch eine Gedenktafel ergänzt.

### Nach 1995

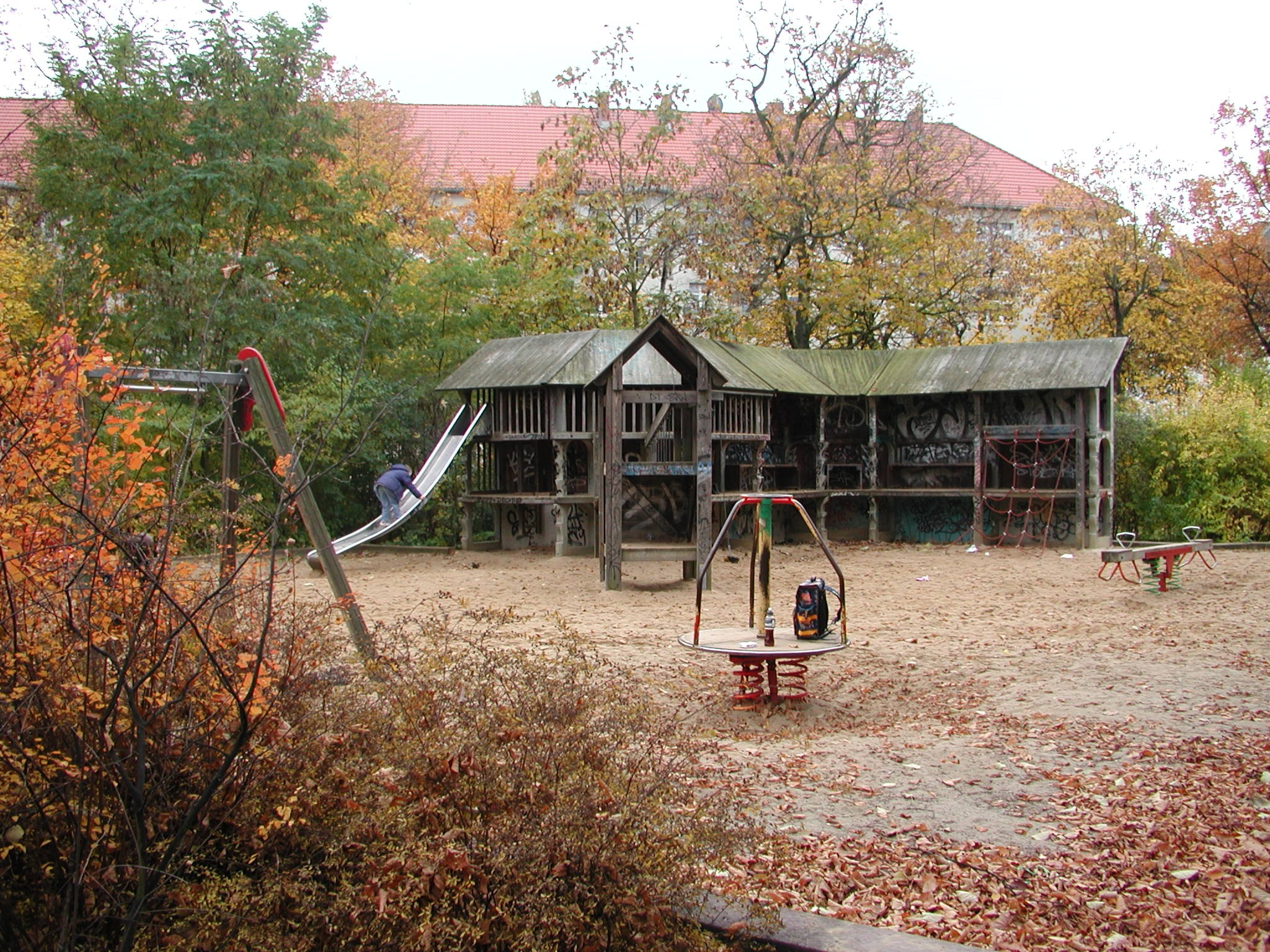
Spielplatz von 2005

Nach der politischen Wende kam Lichtenberg als ein Bezirk nun in den Zuständigkeitsbereich des Senats. Veranlasst wurden für den Freiaplatz Umbaumaßnahmen mit schmaleren Wegen, frühere kleine Tierfiguren an den Ecken der Rasenfläche wurden umgesetzt. Zwei Spielplätze für unterschiedliche Altersgruppen kamen hinzu: ein Sandspielplatz mit Holzbrücke und ein Ballspielplatz. Neue Rasenflächen sowie neu gepflanzte Hecken und zahlreiche neue Bänke vervollständigten diese Änderung. Am Ende der großen Rasenfläche lud eine metallene Pergola zum Verweilen und „Luft tanken“ ein. Die Umgestaltung kostete 910.000 Mark (kaufkraftbereinigt in heutiger Währung: rund 781.000 Euro). Allerdings wurde die Pergola eher ein Treffpunkt der Trinker und deshalb in den folgenden Jahren entfernt.

### Umgestaltung im 21. Jahrhundert

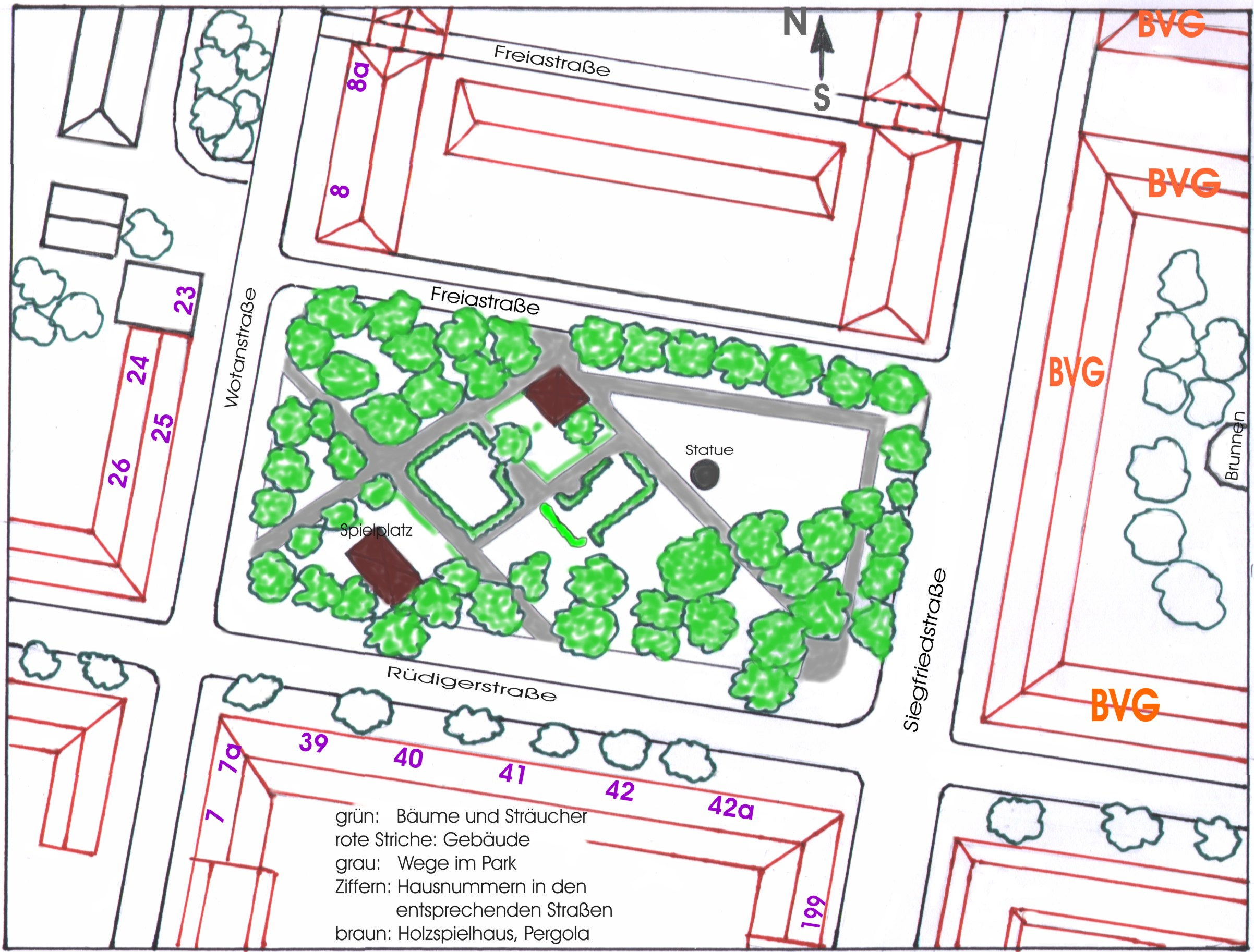
Skizze des Freiaplatzes mit den Anliegerstraßen, Zustand 2009

In den Jahren 2011/2012 wurden Kritiken an der jetzigen Gestaltung des Platzes laut, der keine besonders hohe eigene Aufenthaltsqualität bot. Ein erneuter Umbau, der die Konflikte zwischen verschiedenen Altersgruppen, Spaziergängern und Hundebesitzern entschärfen sollte, fand nun für das Jahr 2013 Eingang in den Bezirkshaushalt und in den Fonds Stadtumbau Ost und West. In einem ersten Bürgerforum am 23. Februar 2012 im Stadtteilzentrum Alt-Lichtenberg wurden Wünsche und Entwürfe eines Landschaftsplaners unter Leitung des Bezirksstadtrats für Stadtentwicklung, Wilfried Nünthel, vorgestellt und diskutiert. Die frühere rechteckige Rasenfläche sollte wiederhergestellt, die beiden räumlich getrennten Spielplätze zusammengefasst sowie Tischtennisplatten aufgestellt und Spielwiesen angelegt werden. Auf besonderen Wunsch der Kinder wurden erhöhte Spielplattformen vorgesehen.
Am 20. August 2013 erfolgte nach den entsprechenden Umbauplänen eine feierliche Wiedereröffnung des Platzes. Die oben genannten Anregungen wurden vom beauftragten Landschaftsarchitekturbüro Thomas Michael Bauermeister weitestgehend umgesetzt. Das bereits vorhandene Klettergerüst wurde beibehalten und um ein Baumhaus ergänzt. Für die jüngeren Kinder kam auf das gleiche Areal ein kleines Klettergerüst mit Rutsche, der vorherige separate Kleinkinderplatz wurde aufgegeben. Unter den alten Kastanien gibt es nun wieder einen Sitzbereich für Senioren. Die gesamten Umbaukosten beliefen sich auf rund 240.000 Euro.

## Randbebauung um den Freiaplatz

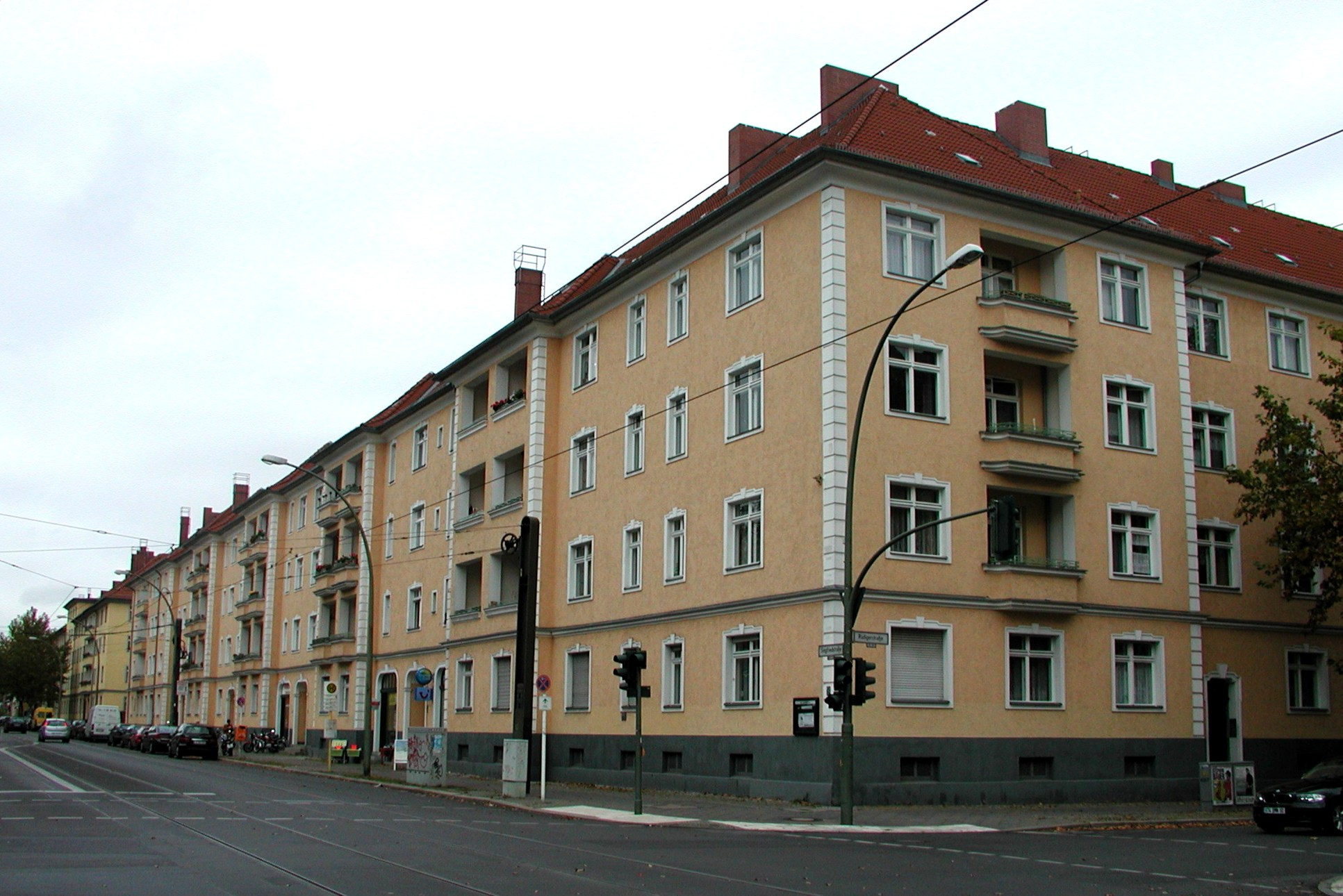
Ehemalige BVG-Wohnblöcke, 2007

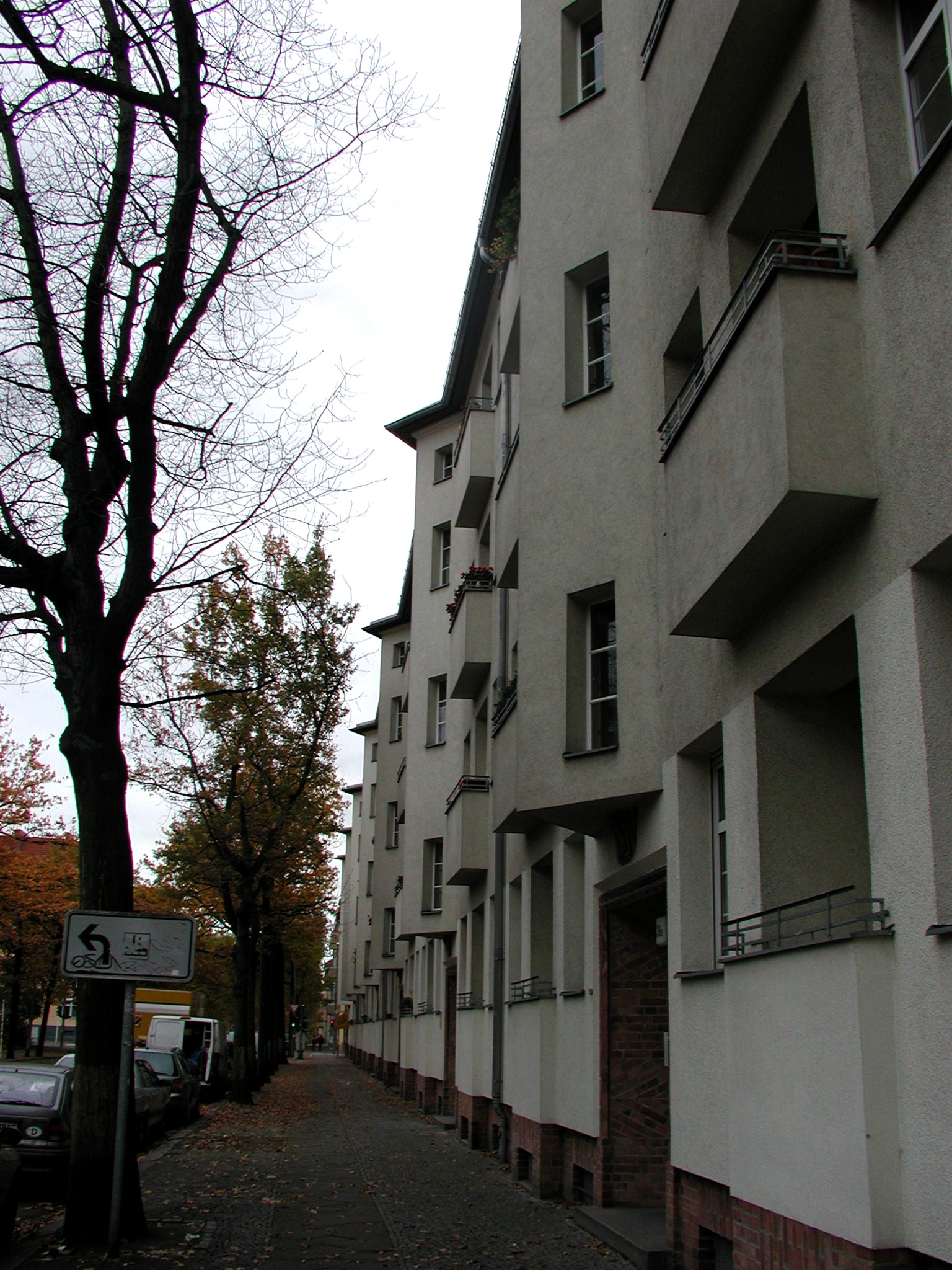
Rüdigerstraße 39–42

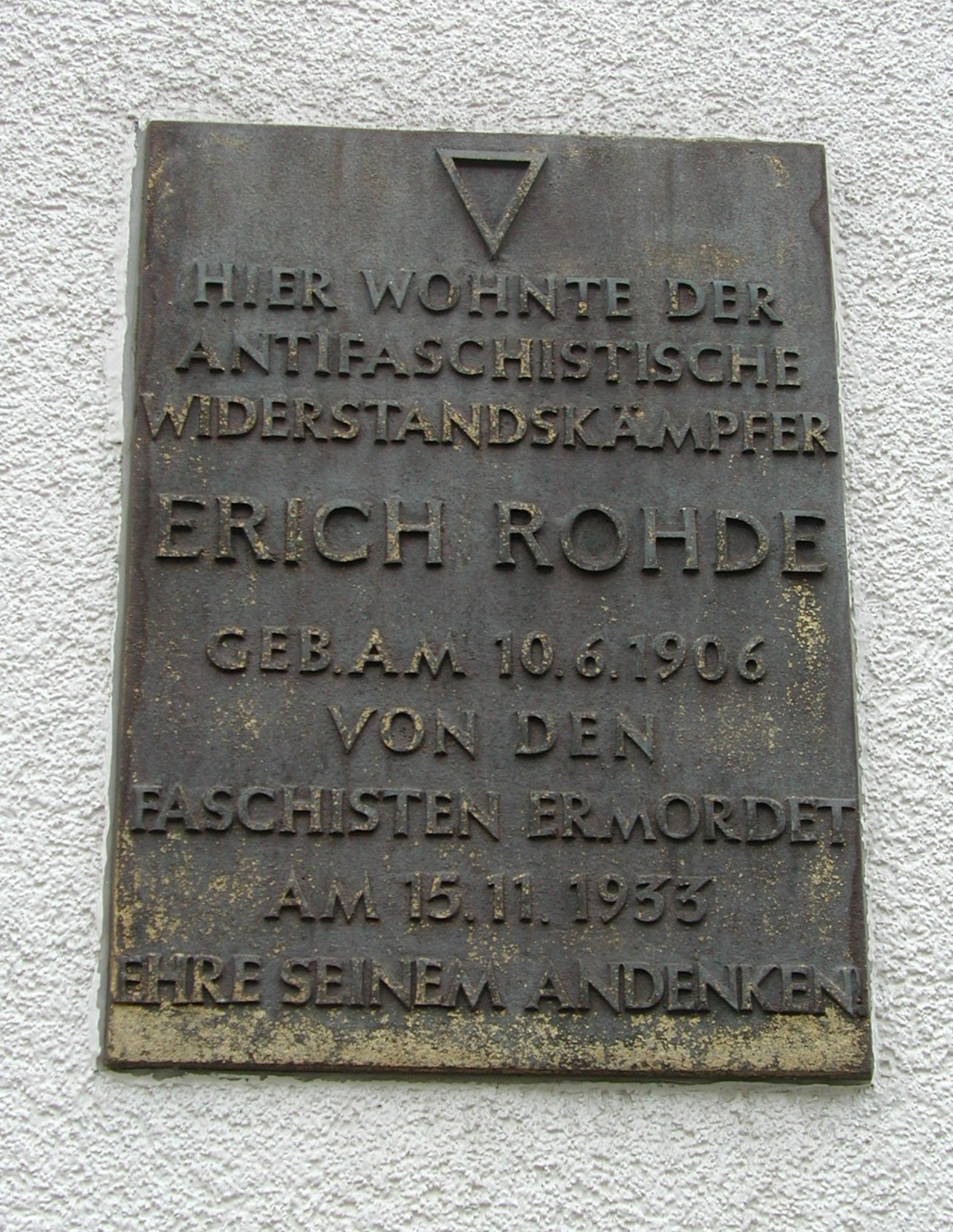
Gedenktafel Wotanstraße 7

Hervorhebenswert sind die denkmalgeschützten Häuser in der Rüdigerstraße 39–42a, direkt an der Südseite des Platzes, die zwischen 1938 und 1940 errichtet wurden. Der U-förmige Trakt beginnt in der Wotanstraße 7/7a und endet in der Siegfriedstraße 199. Die Wohnbauten sind durch klinkergerahmte Hauseingänge mit figürlichem Schmuck über den Eingängen und mit seitlich vorspringenden Treppenfenstern gestaltet.
Die Gemeinnützige Bau- und Siedlungsgenossenschaft Postheimstätte eG eröffnete 1927 eine Wohnanlage im Straßenbereich Rüdigerstraße/Wotanstraße (am westlichen Rand des Freiaplatzes) mit 89 Wohneinheiten. Diese bestanden aus 2- bis 2½-Zimmerwohnungen mit Küche und Bad, hinzu kam ein kleines Stück gemeinsames Gartenland auf der Hofseite sowie ein Ladengeschäft an der Ecke.
Im Osten des Platzes, an der Siegfriedstraße, stehen zwei orange/gelb geputzte Häuserblöcke. Dies sind durch die Architekten Grisebach & Rehmann für die Gemeinnützige Heimstättengesellschaft der Berliner Straßenbahn GmbH spätere BVG in den 1930er Jahren gebaute Werkwohnungen. Sie waren den Straßenbahnern des nahegelegenen Betriebshofes in der Siegfriedstraße vorbehalten. Der nördliche Block war mit ersten Zentralheizungen ausgestattet. Beide Blöcke bilden je einen großen begrünten Innenhof, dessen Fläche etwa halb so groß wie die des Freiaplatzes ist. Diese Höfe sind in der Gartendenkmalliste der Stadt Berlin enthalten. Die Hofgestaltung, im ersten Hof mit einer Springbrunnenschale aus Metallguss auf einem achteckigen dreistufigen Treppenpodest, an deren Rändern sich acht nackte Kinder vergnügen, stammt von dem Gartenarchitekten Albert Brodersen. Die BVG-Blöcke stehen unter Denkmalschutz.
In der Freiastraße, nördlich des Platzes, schließt sich ein Häuserkarree an, das ebenfalls einen großen grünen Hof umgibt, in dessen Mitte ein mit Pappeln bestandener Hügel sowie Buschwerk und Bänke zum Nachbarschaftstreff einladen. Ein Haus dieses Gebäudeblocks (Hausnummer 8c) war infolge von Bombenabwürfen am Ende des Zweiten Weltkriegs vollständig zerstört und wurde um 1954 originalgetreu wieder aufgebaut. Das Häuserkarree ist ebenfalls in der Berliner Denkmalliste enthalten.
In der Wotanstraße 7 befindet sich seit etwa 1973 eine Gedenktafel für den antifaschistischen Widerstandskämpfer Erich Rohde, der hier gewohnt hat.
An mehreren Ecken der Randbebauung befanden sich bis etwa 1960 kleine Geschäfte: ein Seifenwarenladen, ein Milchladen, eine Bäckerei und eine Kiezkneipe. Bis in die 2010er Jahre haben davon die Bäckerei und das Bierlokal überlebt.